# 蔡淑敏 (游泳运动员)
蔡淑敏（1981年2月4日—），台湾彰化人，前女子游泳运动员，专攻短距离和中距离自由泳，也参加仰泳和个人混合泳。她代表中华台北参加了2届奥林匹克运动会（1996年和2000年），曾获得1998年亚洲运动会游泳比赛女子200米自由泳金牌。